# 梅佐伦巴多
梅佐伦巴多（義大利語：Mezzolombardo），是意大利特伦托自治省的一个市镇。总面积13平方公里，人口6801人，人口密度523.2人/平方公里（2009年）。ISTAT代码为022117。